# Peptidaza C-terminalne obrade
Peptidaza C-terminalne obrade (EC 3.4.21.102, CtpA genski produkt (Synechocystis sp.), fotosistem II D1 protein obrade peptidaze, proteaza Re, proteaza specifična za rep, Tsp proteaza) je enzim. Ovaj enzim katalizuje sledeću hemijsku reakciju
Enzim specifično prepoznaje C-terminalni tripeptid, Xaa-Yaa-Zaa, u kome je Xaa preferentno Ala ili Leu, Yaa je preferentno Ala ili Tyr, i Zaa je preferentno Ala
Proteolitička obrada D1 proteina fotosistema II je neophodna da bi se omogućila svetlom rukovođeno formiranje tetranuklearnog manganskig klustera, koji je odgovoran za fotosintetičku oksidaciju vode.

## Spoljašnje veze
- C-terminal+processing+peptidase на 